# Correbia subochrea
Correbia subochrea là một loài bướm đêm thuộc phân họ Arctiinae, họ Erebidae.